# 東思誠
東思誠（1452年—？），字進道，陝西西安府華州人，民籍，明朝政治人物。

## 生平
成化七年（1471年）辛卯科陝西鄉試第十六名舉人，十七年（1481年）中式辛丑科會試第二百五十一名，二甲第六名進士。官至吏部員外郎，弘治年間，因吉人案受牽連被貶。

## 家族
曾祖東良惠，元知州；祖父東驥；父東有昇，縣丞 贈郎中。前母郭氏；母郭氏（封宜人）。慈侍下。兄東思孝、東思忠，弟東思恭。